# El gusto es nuestro
El gusto es nuestro es el título del segundo álbum proyecto artístico conjunto de los cantantes, Joan Manuel Serrat, Ana Belén, Víctor Manuel y Miguel Ríos en los años 1996 y 1997. Fue una gira que batió records, siendo así una de las más exitosas de la música española en su momento. En 2016 los cuatro artistas se volvieron a reunir en una serie de conciertos para celebrar el vigésimo aniversario de la gira.

## Definición y otros detalles del proyecto
Los cuatro artistas realizaron una gira con un nuevo espectáculo común que se inició el 8 de agosto de 1996 en Gijón. Fue una exitosa gira que recorrió España y Latinoamérica con más de medio millón de espectadores.
Se editó un disco (Cd y DVD) (Ariola-BMG, 1996) con gran parte del repertorio del espectáculo y un libro (Diario de ruta escrito por Víctor Manuel) con anécdotas de la gira y de la carrera de los cuatro artistas. El Cd y el DVD fueron grabados en vivo con el concierto que ofrecieron en la plaza de toros de Las Ventas en Madrid el 12 de septiembre de 1996.
El gusto es nuestro fue galardonada en los Premios de la Música en el año 1996 en la categoría de mejor gira del año, también recibió un Premio Ondas como mejor gira del año.

## Conciertos de la gira
| Fecha                    | Ciudad                 | Recinto                                   |
| ------------------------ | ---------------------- | ----------------------------------------- |
| 8 de agosto de 1996      | Gijón                  | Hipódromo Las Mestas                      |
| 10 de agosto de 1996     | Pontevedra             | Estadio de Pasarón                        |
| 12 de agosto de 1996     | La Coruña              | Coliseum                                  |
| 15 de agosto de 1996     | Talavera de la Reina   | Campo de fútbol                           |
| 17 de agosto de 1996     | Tarragona              | Plaza de toros                            |
| 18 de agosto de 1996     | Perelada               | Casino                                    |
| 20 de agosto de 1996     | Santa Cruz de Tenerife | Recinto ferial                            |
| 21 de agosto de 1996     | Maspalomas             | Campo de fútbol                           |
| 23 de agosto de 1996     | Málaga                 | Plaza de toros de La Malagueta            |
| 24 de agosto de 1996     | San Roque              | Campo de fútbol                           |
| 26 de agosto de 1996     | San Fernando           | Estadio Bahía Sur                         |
| 28 de agosto de 1996     | Almería                | Recinto ferial                            |
| 29 de agosto de 1996     | Alicante               | Plaza de toros de Alicante                |
| 30 de agosto de 1996     | Albacete               | Plaza de toros de Albacete                |
| 31 de agosto de 1996     | Daimiel                | Auditorio                                 |
| 1 de septiembre de 1996  | Cáceres                | Recinto hípico                            |
| 4 de septiembre de 1996  | Zaragoza               | Pabellón Príncipe Felipe                  |
| 5 de septiembre de 1996  | Pamplona               | Plaza de toros Monumental de Pamplona     |
| 7 de septiembre de 1996  | Murcia                 | Plaza de toros de La Condomina            |
| 9 de septiembre de 1996  | Barcelona              | Plaza de toros Monumental de Barcelona    |
| 10 de septiembre de 1996 | Barcelona              | Plaza de toros Monumental de Barcelona    |
| 11 de septiembre de 1996 | Barcelona              | Plaza de toros Monumental de Barcelona    |
| 12 de septiembre de 1996 | Madrid                 | Plaza de toros de Las Ventas              |
| 13 de septiembre de 1996 | Madrid                 | Plaza de toros de Las Ventas              |
| 14 de septiembre de 1996 | Valencia               | Plaza de toros de Valencia                |
| 15 de septiembre de 1996 | Palma de Mallorca      | Plaza de toros de Palma de Mallorca       |
| 18 de septiembre de 1996 | Úbeda                  | Campo de fútbol                           |
| 19 de septiembre de 1996 | Sevilla                | Auditorio                                 |
| 21 de septiembre de 1996 | Granada                | Pabellón                                  |
| 22 de septiembre de 1996 | Granada                | Pabellón                                  |
| 7 de noviembre de 1997   | Ciudad de México       | Plaza de toros de México                  |
| 11 de noviembre de 1997  | San José               | Gimnasio Nacional                         |
| 16 de noviembre de 1997  | Caracas                | Poliedro de Caracas                       |
| 17 de noviembre de 1997  | Maracay                | Estacionamiento del Hotel de Golf Maracay |
| 10 de diciembre de 1997  | Buenos Aires           | Luna Park                                 |
| 11 de diciembre de 1997  | Buenos Aires           | Luna Park                                 |
| 14 de diciembre de 1997  | Córdoba                | Estadio Chateau Carreras                  |
| 16 de diciembre de 1997  | Buenos Aires           | Luna Park                                 |
| 17 de diciembre de 1997  | Buenos Aires           | Luna Park                                 |
| 20 de diciembre de 1997  | Mar del Plata          | Estadio Polideportivo Islas Malvinas      |
| 21 de diciembre de 1997  | Buenos Aires           | Luna Park                                 |

## El gusto es nuestro, 20 años después
En 2016 los cuatro artistas se vuelven a unir para celebrar los veinte años de la gira con una serie de conciertos: "El gusto es nuestro, 20 años". Los 2 primeros celebrados: uno en el Barclaycard Center de Madrid (18 de junio) y el otro en el Palau Sant Jordi de Barcelona (28 de junio). La gira siguió por todo el mundo, llegando a Latinoamérica en países como México y Colombia.
| Fecha                    | Ciudad    | Recinto                                  |
| ------------------------ | --------- | ---------------------------------------- |
| 18 de junio de 2016      | Madrid    | Barclaycard Center                       |
| 25 de junio de 2016      | Madrid    | Barclaycard Center                       |
| 28 de junio de 2016      | Barcelona | Palau Sant Jordi                         |
| 22 de julio de 2016      | Perelada  | Festival Castell de Peralada             |
| 29 de julio de 2016      | La Coruña | Coliseum                                 |
| 5 de agosto de 2016      | Marbella  | Starlite Festival                        |
| 7 de agosto de 2016      | Cambrils  | Festival de música                       |
| 16 de septiembre de 2016 | Granada   | Palacio Municipal de Deportes de Granada |
| 17 de septiembre de 2016 | Sevilla   | Estadio Olímpico de La Cartuja           |
| 24 de septiembre         | Valencia  | Plaza de toros de Valencia               |
| 1 de octubre de 2016     | Bilbao    | Bizkaia Arena                            |
| 13 de octubre de 2016    | Barcelona | Palau Sant Jordi                         |
| 15 de octubre de 2016    | Zaragoza  | Pabellón Príncipe Felipe                 |
| 27 de octubre de 2016    | Madrid    | Barclaycard Center                       |

## El gusto es nuestro (CD)[5]
- 1.- Hoy puede ser un gran día - 4:03
- 2.- El río - 1:41
- 3.- Sólo le pido a Dios - 1:54
- 4.- Penélope - 2:35
- 5.- Mientras el cuerpo aguante - 2:15
- 6.- Cruzar los brazos - 4:54
- 7.- Contamíname - 4:40
- 8.- Me'n vaig a peu (Me voy a pie) - 3:16
- 9.- España, camisa blanca de mi esperanza - 3:41
- 10.- Marilyn Monroe - 3:30
- 11.- El blues del autobús - 2:20
- 12.- Quiero abrazarte tanto - 2:22
- 13.- Cuélebre - 2:12
- 14.- Cantares - 3:57
- 15.- La plaga - 1:24
- 16.- Estremécete - 2:03
- 17.- La locomotion - 1:20
- 18.- El rock de la cárcel - 1:56
- 19.- Paraules d'amor (Palabras de amor) - 4:15
- 20.- Fiesta - 2:53
- 21.- Himno a la alegría - 5:25

## El gusto es nuestro (DVD)
- Hoy puede ser un gran día (Joan Manuel Serrat)
- El río (Fernando Arbex)
- Sólo le pido a Dios (León Gieco)
- Penélope (J.M.Serrat/Augusto Algueró)
- Mientras el cuerpo aguante (Miguel Ríos)
- Cruzar los brazos (Víctor Manuel San José)
- Contamíname (Pedro Guerra)
- España, camisa blanca de mi esperanza (Víctor Manuel San José)
- Marilyn Monroe (Manolo Tena)
- Blues del autobús (Víctor Manuel San José/Miguel Ríos/C. Narea/C. Gómez Teke)
- Quiero abrazarte tanto (Víctor Manuel San José)
- Cuélebre (Víctor Manuel San José)
- Cantares (Antonio Machado/J.M. Serrat)
- La plaga (versión de Good Golly Miss Molly, R. Blackwell/J.Marascalco)
- Estremécete (versión de All shook up, (Elvis Presley)
- La locomotion (versión de The locomotion, Gerry Goffin/Carole King)
- El rock de la cárcel (versión de Jailhouse rock, (Elvis Presley)
- Paraules d'amor (J.M. Serrat)
- Fiesta (J.M. Serrat)
- Himno a la alegría (Basado en el último movimiento de la Novena Sinfonía de Beethoven, Amado Regueiro Rodríguez/Arreglos: Oswaldo Ferrara Gutiérrez)